# مسجد نونغ شيك
مسجد نونغ شيك (بالملايو: Nong Chik Jamek masjid )  هو مسجد يقع في كامبونج نونغ شيك في مدينة جوهر بهرو في ولاية جوهر في ماليزيا، يقع مسجد نونغ شيك في منطقة جالان كولام هوا .

## وصلات خارجية
- صورة مسجد نونغ شيك